# لاتعبث مع القطط: اصطياد قاتل الإنترنت
لا تعبث مع القطط: اصطياد قاتل الإنترنت هو مسلسل وثائقي عن جريمة حقيقية صدر 2019 تدور قصته حول مطاردة على الإنترنت. أخرجه مارك لويس وتم إصداره على نيتفليكس في 18 ديسمبر 2019.

## القصة
المسلسل يتبع قصة مجموعة من أشخاص حاولوا العثور على لوكا ماغنوتا، بعد أن اكتسب شهرة دولية في عام 2010 بعد نشره فيديو مصور على الإنترنت عن وهو يقتل قطتين. وأدين ماغنوتا فيما بعد بقتل الطالب الدولي الصيني جون لين في بشكل مروع.

## تحقيق مبكر
بدأت السلسلة مع ديانا طومسون، وهي محللة بيانات في كازينو في لاس فيجاس، وجون جرين وهو شخص من لوس أنجلوس. في عام 2010، تم نشر فيديو فيروسي يسمى 1 صبي 2 قطط على الفيس بوك. الاسم مشتق من فيديو لجريمة قتل حقيقية انتشرت على الإنترنت باسم 3 رجال مطرقة واحدة الفيديو كان لأحد جرائم مجانين دنيبروبيتروفسك في عام 2007.  ويظهر الفيديو الفيروسي رجلاً يلعب بقطتين قبل أن يضعهما في كيس ضيق للغاية ويستخدم مكنسة لإخراج الهواء من الكيس، وتختنق القطط. بعد ذلك، يفتح جون غرين وديانا مجموعة فيسبوك لبناء الأدلة والعثور على الجاني.عملت المجموعة معًا لفحص تفاصيل الفيديو، بما في ذلك الأشياء الموجودة في الغرفة، للمساعدة في حل اللغز.

## الطاقم
| المصبوب          | وظيفة                             | الحلقات |
| ---------------- | --------------------------------- | ------- |
| جون غرين         | نفسه                              | 3 حلقات |
| ديانا طومسون     | نفسها - الملقبة بـ "Baudi Moovan" | 3 حلقات |
| كلوديت هاملين    | نفسها - شرطة مونتريال ، القتل     | 2 حلقات |
| أنطونيو باراديسو | نفسه - شرطة مونتريال ، القتل      | 2 حلقات |
| آنا يوركين       | نفسها - والدة لوكا ماغنوتا        | 2 حلقات |
| بنيامين شو       | نفسه - أفضل صديق لجون لين         | 2 حلقات |
| مارك ليلج        | نفسه - شرطة برلين                 | 2 حلقات |
| مايك نادو        | نفسه - عامل                       | 1 حلقة  |
| جو بانز          | نفسه                              | 1 حلقة  |
| جو وارمينجتون    | نفسه - صحفي في تورنتو صن          | 1 حلقة  |
| هنري             | نفسه                              | 1 حلقة  |
| روميو سالتا      | نفسه - محام                       | 1 حلقة  |
| قادر أنليزلي     | نفسه - موظف مقهى انترنت           | 1 حلقة  |
| جويل واتس        | نفسه - طبيب نفساني الدفاع         | 1 حلقة  |

## استقبال
بعد أسبوعين من عرضه لأول مرة ، أصبح المسلسل الوثائقية واحد من أفضل 5 أفلام وثائقية مشاهدة على Netflix لعام 2019. مجمّع التعليقات على موقع Rotten Tomatoes، حصلت السلسلة على نسبة موافقة 67٪، بناءً على 12 مراجعة، بمتوسط تقييم 8/10. يقرأ الإجماع على موقع الويب، وثائقي "لا تعبث مع القطط" يقدم حكاية مثيرة للاهتمام، لكن النية المشكوك فيها وسرد القصص المشوش يجعل من الصعب إثارة إهتمام أي شخص ما عدا المطلعين على الجريمة الحقيقية".

## روابط خارجية
- لاتعبث مع القطط: اصطياد قاتل الإنترنت على موقع IMDb (الإنجليزية)
- لاتعبث مع القطط: اصطياد قاتل الإنترنت على موقع روتن توميتوز (الإنجليزية)
- لاتعبث مع القطط: اصطياد قاتل الإنترنت على موقع نتفليكس (الإنجليزية)
- لاتعبث مع القطط: اصطياد قاتل الإنترنت على موقع فيلمافينيتي (الإسبانية)
- لاتعبث مع القطط: اصطياد قاتل الإنترنت على موقع كينوبويسك (الروسية)
- لاتعبث مع القطط: اصطياد قاتل الإنترنت على موقع ألو سيني (الفرنسية)
- لاتعبث مع القطط: اصطياد قاتل الإنترنت على موقع قاعدة بيانات الفيلم (الإنجليزية)